# Trần Triết Viễn
Trần Triết Viễn  (tiếng Trung: 陈哲远; bính âm: Chen Zhe Yuan) là một diễn viên người Trung Quốc. Anh được biết đến với vai Giang Tiểu Ngư trong Tân Tuyệt Đại Song Kiêu (2020), Chu Tư Việt trong Bí Mật Nơi Góc Tối (2021) và được công nhận rộng rãi với vai Đoàn Gia Hứa trong bộ phim ăn khách Vụng Trộm Không Thể Giấu (2023).

## Tiểu sử
Năm 2015, Trần Triết Viễn tham gia chương trình thần tượng Lưu Hành Chi Vương, sau đó gia nhập nhóm nhạc nam Mr. BIO.
Năm 2017, Trần Triết Viễn lần đầu tiên tham gia diễn xuất trong bộ phim thanh xuân Bí Quả, dựa trên tiểu thuyết của Nhiêu Tuyết Mạn.
Năm 2018, Trần Triết Viễn đóng vai chính trong bộ phim truyền hình võ hiệp giả tưởng Thục Sơn Chiến Kỷ 2 và phim hài Tổ Tông Thân Yêu Của Tôi. Cùng năm, anh xuất hiện trên màn ảnh rộng trong bộ phim hài Miss Puff.
Năm 2020, Trần Triết Viễn được khán giả biết đến sau khi tham gia bộ phim truyền hình võ hiệp Tân Tuyệt Đại Song Kiêu, dựa trên tiểu thuyết Tuyệt Đại Song Kiêu của Cổ Long. Anh được khen ngợi khi thể hiện nhân vật chính Giang Tiểu Ngư. Sau đó, anh tiếp tục tham gia các dự án phim cổ trang Phượng Lệ Cửu Thiên, webdrama trinh thám Thám Tử Phố Tàu 3, các phim cổ trang Thanh Trâm Hành và Phong Hoả Lưu Kim (được chuyển thể từ tiểu thuyết Sát Phá Lang của Priest).
Năm 2021, Trần Triết Viễn gây tiếng vang lớn với dự án phim thanh xuân chuyển thể Bí Mật Nơi Góc Tối đóng cùng Từ Mộng Khiết. Bộ phim đánh dấu sự bùng nổ của Trần Triết Viễn và để lại nhiều ấn tượng cho mùa hè năm 2021. Anh cũng đóng vai chính trong bộ phim lãng mạn giả tưởng Bạn Trai Phản Diện Của Tôi cùng với Thẩm Nguyệt năm 2022, giúp anh được công nhận về diễn xuất nhiều hơn.
Năm 2023, Trần Triết Viễn là nam chính trong dự án ngôn tình chuyển thể Vụng Trộm Không Thể Giấu đóng cùng Triệu Lộ Tư. Bộ phim đã được phát sóng trên Netflix ở 190 quốc gia, trong đó hình ảnh và diễn xuất ấn tượng của anh trong vai Đoàn Gia Hứa nhận được sự khen ngợi và yêu mến nồng nhiệt.
Năm 2024, bộ phim Tiên Kiếm Kỳ Hiệp 4 được phát sóng độc quyền trên nền tảng iQIYI. Trần Triết Viễn vào vai nam chính Vân Thiên Hà, đóng cùng Cúc Tịnh Y. Bộ phim được chuyển thể dựa trên loạt trò chơi điện tử nổi tiếng và thu hút 800 triệu lượt xem trong 6 tháng đầu tiên phát sóng. Cùng năm, bộ phim truyền hình Đêm Tối và Bình Minh do anh đóng chính cùng Nhiếp Viễn và Hình Phi được phát sóng trên IQIYI và CCTV-8.
Bộ phim Cây Ô Liu Màu Trắng do Trần Triết Viễn đóng chính cùng Lương Khiết dự kiến được phát sóng vào tháng 2 năm 2025. 

## Danh sách phim

#### Phim điện ảnh
| Năm  | Tên tiếng Việt    | Tên tiếng Trung | Vai diễn  | Ghi chú |
| ---- | ----------------- | --------------- | --------- | ------- |
| 2018 | Miss Puff         | 泡芙小姐        | Vương Hàm | [ 6 ]   |
| 2021 | Thám Tử Phố Tàu 3 | 唐人街探案 3    | Koji Noda | [ 12 ]  |

#### Phim truyền hình
| Năm            | Tên tiếng Việt             | Tên tiếng Trung    | Vai diễn               | Bạn diễn                   | Kênh phát sóng        | Ghi chú   |
| -------------- | -------------------------- | ------------------ | ---------------------- | -------------------------- | --------------------- | --------- |
| 2017           | Bí Quả                     | 秘果               | Đoàn Bách Văn          | Lý Lan Địch                | IQIYI                 | Vai chính |
| 2018           | Thục Sơn Chiến Kỷ 2        | 蜀山战纪2 踏火行歌 | Dư Anh Kỳ              | Vũ Đình Nhi                | IQIYI, Chiết Giang TV | Vai chính |
| 2018           | Cô Ấy Thật Xinh Đẹp        | 她很漂亮           | Lữ Hiểu Duy            | Trương Hâm Nghệ            | Mango TV              | Vai phụ   |
| 2018           | Tổ Tông Thân Yêu Của Tôi   | 亲爱的活祖宗       | Chân Tuấn              | Đới Hướng Vũ, Đổng Tinh    | IQIYI                 | Vai chính |
| 2020           | Thám Tử Phố Tàu            | 唐人街探案         | Koji Noda              | Trình Tiêu                 | IQIYI                 | Vai chính |
| 2020           | Tân Tuyệt Đại Song Kiêu    | 绝代双骄           | Giang Tiểu Ngư         | Hồ Nhất Thiên, Lương Khiết | IQIYI, CCTV, Netflix  | Vai chính |
| 2020           | Phượng Lệ Cửu Thiên        | 凤唳九天           | Dạ Quân Thanh          | Lý Mặc Chi                 | IQIYI, Mango TV       | Vai chính |
| 2021           | Thập Nhị Đàm               | 十二谭             | Bạch Ngọc Thư          | Đặng Ân Hy                 | Youku                 | Vai phụ   |
| 2021           | Bí Mật Nơi Góc Tối         | 暗格里的秘密       | Chu Tư Việt            | Từ Mộng Khiết              | IQIYI, Mango TV       | Vai chính |
| 2022           | Bạn Trai Phản Diện Của Tôi | 我的反派男友       | Tiêu Vô Địch           | Thẩm Nguyệt                | IQIYI                 | Vai chính |
| 2023           | Vụng Trộm Không Thể Giấu   | 偷偷藏不住         | Đoàn Gia Hứa           | Triệu Lộ Tư                | Youku, Netflix        | Vai chính |
| 2023           | Lang Quân Không Như Ý      | 郎君不如意         | Khuê Mộc Lang/ Lý Hùng | Ngô Tuyên Nghi             | Youku                 | Vai chính |
| 2024           | Tiên Kiếm Kỳ Hiệp 4        | 仙剑奇侠传4        | Vân Thiên Hà           | Cúc Tịnh Y                 | IQIYI                 | Vai chính |
| 2024           | Đêm Tối và Bình Minh       | 暗夜与黎明         | Lâm Thiếu Bạch         | Nhiếp Viễn, Hình Phi       | IQIYI, CCTV           | Vai chính |
| Chưa phát sóng | Thanh Trâm Hành            | 青簪行             | Vũ Tuyên               | Dương Tử, Bành Quán Anh    | Tencent               | Vai phụ   |
| Chưa phát sóng | Phong Hỏa Lưu Kim          | 杀破狼             | Trường Canh            | Đàn Kiện Thứ               | Tencent               | Vai chính |
| Chưa phát sóng | Cây Ô Liu Màu Trắng        | 白色橄榄树         | Lý Toản                | Lương Khiết                | IQIYI                 | Vai chính |
| Chưa phát sóng | Nhất Tiếu Tùy Ca           | 一笑隨歌           | Phượng Tùy Ca          | Lý Thấm                    | IQIYI                 | Vai chính |
| Chưa phát sóng | Mộng Hoa Đình              | 梦花廷             | Thang Càn Tự           | Trương Tịnh Nghi           | Tencent               | Vai chính |

## Chương trình truyền hình
| Năm  | Tên tiếng Việt                           | Tên tiếng Trung    | Vai trò                          | Kênh phát sóng     | Tham khảo |
| ---- | ---------------------------------------- | ------------------ | -------------------------------- | ------------------ | --------- |
| 2015 | Lưu Hành Chi Vương                       | 流行之王           | Thí sinh                         | IQIYI              | [ 16 ]    |
| 2015 | Bảng xếp hạng Ca khúc tiếng Hoa Toàn cầu | 全球中文音乐榜上榜 | Khách mời                        | CCTV-15            | [ 16 ]    |
| 2016 | Sinh Viên Đến Rồi                        | 大学生来了         | Khách mời                        | IQIYI              | [ 16 ]    |
| 2020 | Khu Rừng Nhỏ Diệu Kỳ                     | 奇妙小森林         | Khách mời                        | Mango TV           | [ 16 ]    |
| 2021 | Happy Camp                               | 快樂大本營         | Khách mời                        | Truyền hình Hồ Nam | [ 16 ]    |
| 2021 | Nhật Kí Mỹ Thực Siêu Bùng Cháy           | 超燃美食记         | Khách mời                        | Chiết Giang TV     | [ 16 ]    |
| 2022 | Manh Thám Tra Án 2                       | 萌探探探案2        | Thường trú                       | IQIYI              | [ 16 ]    |
| 2022 | Keep Running: Cùng Làm Giàu              | 奔跑吧·共同富裕篇  | Khách mời                        | Chiết Giang TV     | [ 16 ]    |
| 2023 | Thanh Xuân Hoàn Du Ký 4                  | 青春环游记4        | Thường trú                       | Chiết Giang TV     | [ 16 ]    |
| 2023 | Keep Running 11                          | 奔跑吧             | Khách mời                        | Chiết Giang TV     | [ 16 ]    |
| 2023 | HaHaHaHaHa 3                             | 哈哈哈哈哈         | Khách mời                        | Tencent            | [ 16 ]    |
| 2024 | Minh Tinh Đại Trinh Thám 9               | 明星大偵探         | Khách mời                        | Mango TV           | [ 16 ]    |
| 2024 | Rubik Thế Giới Mới                       | 魔方新世界         | Khách mời                        | Mango TV           | [ 16 ]    |
| 2024 | Xin Chào Thứ 7                           | 你好，星期六       | Khách mời                        | Mango TV           | [ 16 ]    |
| 2024 | Keep Running 12                          | 奔跑吧             | Khách mời                        | Chiết Giang TV     | [ 16 ]    |
| 2024 | Cánh Cửa Du Lịch Ngẫu Hứng               | 旅行任意門         | Khách mời                        | Mango TV           | [ 16 ]    |
| 2024 | Trốn Thoát Khỏi Mật Thất 6               | 密室大逃脫         | Khách mời                        | Mango TV           | [ 16 ]    |
| 2024 | Xin Chào Thứ 7                           | 你好，星期六       | Tuyên truyền Cây Ô Liu Màu Trắng | Mango TV           | [ 16 ]    |

## Âm nhạc
| Năm  | Tên tiếng Việt             | Tên tiếng Trung | Album                          |
| ---- | -------------------------- | --------------- | ------------------------------ |
| 2015 | "Jackpot"                  | Jackpot         | OST Lưu Hành Chi Vương         |
| 2017 | "Bí Mật"                   | 秘密            | OST Bí Quả                     |
| 2018 | "Tạc Gà Tạc Phiền Não"     | 炸鸡炸烦恼      | OST Thục Sơn Chiến Kỷ 2        |
| 2018 | "Chính Là Yêu Thích Người" | 就是喜欢你      | OST Thục Sơn Chiến Kỷ 2        |
| 2020 | "Đừng Dễ Dàng Tin"         | 别轻易相信      | OST Thám Tử Phố Tàu            |
| 2022 | "Làm Dũng Sĩ Của Em"       | 做我的勇士      | OST Bạn Trai Phản Diện Của Tôi |

## Giải thưởng và đề cử
| Năm  | Giải thưởng                        | Hạng mục                                                  | Tác phẩm                   | Kết quả   | Tham khảo |
| ---- | ---------------------------------- | --------------------------------------------------------- | -------------------------- | --------- | --------- |
| 2018 | Liên Hoan Phim Hoành Điếm          | Ngôi sao tương lai                                        | Tân Tuyệt Đại Song Kiêu    | Đoạt giải | [ 17 ]    |
| 2020 | IFENG FASHION 9/12/2020            | Diễn viên được mong chờ nhất năm                          |                            | Đoạt giải | [ 18 ]    |
| 2021 | Quốc Kịch Thịnh Điển 2021          | Nam diễn viên triển vọng của năm                          |                            | Đoạt giải | [ 19 ]    |
| 2022 | Đêm Hội Tầm nhìn Weibo 2022        | Diễn viên mới của năm                                     | Bạn Trai Phản Diện Của Tôi | Đoạt giải | [ 20 ]    |
| 2022 | Đêm Hội Weibo 2022                 | Diễn viên triển vọng của năm                              | Bạn Trai Phản Diện Của Tôi | Đoạt giải | [ 21 ]    |
| 2023 | Đêm Hội Gào Thét iQIYI 2023        | Diễn viên được yêu thích khu vực Châu Á - Thái Bình Dương | Vụng Trộm Không Thể Giấu   | Đoạt giải | [ 22 ]    |
| 2023 | Đêm Hội Weibo 2023                 | Diễn viên có bước tiến vượt bậc của năm                   | Vụng Trộm Không Thể Giấu   | Đoạt giải | [ 23 ]    |
| 2024 | Giải Thưởng Phim Truyền Hình Seoul | Nam diễn viên xuất sắc nhất                               | Vụng Trộm Không Thể Giấu   | Đề cử     | [ 24 ]    |
| 2024 | Đêm hội Madame Figaro              | Nam diễn viên thời thượng của năm                         |                            | Đoạt giải | [ 25 ]    |
| 2024 | Quốc Kịch Thịnh Điển 2024          | Diễn viên được truyền thông chú ý                         | Đêm Tối và Bình Minh       | Đoạt giải | [ 26 ]    |
| 2024 | Đêm Hội Gào Thét iQIYI 2024        | Diễn viên đột phá của năm                                 | Đêm Tối và Bình Minh       | Đoạt giải | [ 27 ]    |
| 2024 | Đêm Hội Weibo 2024                 | Diễn viên có biểu hiện xuất sắc của năm                   | Đêm Tối và Bình Minh       | Đoạt giải | [ 28 ]    |